# 田村又吉
田村 又吉（たむら またきち、1842年2月14日（天保13年1月5日）- 1912年（大正元年）11月14日）は、日本の農業指導者である。

## 経歴・人物
伊豆の賀茂郡稲取村（現在の静岡県東伊豆町）に生まれる。幼少時に寺子屋にて学び、農業や和漢の著書の研究に携わった。明治維新後の1876年（明治9年）には同村の地主総代を務め、当時漁業が盛んであったものの、大部分が山林で耕地が少なかったことにより植林事業に携わる。翌1887年（明治10年）には地元稲取村等4つの村の戸長を務め、寒天の原料となるテングサの栽培及び採取を初め稲取村の特産品として名を広めた。またこの栽培の利益の寄付により、学校や水道局、病院等の公共施設の整備にも携わる。
1889年（明治22年）には3年間初代稲取村村長を務め、辞任後の1895年（明治28年）には杉山村（現在の静岡市清水区）の殖産家だった片平信明と親交を持つ。その後は片平の指導のもとミカンを初めとする柑橘類の栽培及びその普及や共同救護社の結成に携わり、現代における東伊豆町で栽培されるミカンの名産地として知名度を上げることに貢献した。没後故郷の東伊豆町にて自身の記念碑が建てられた。

## 栄典
- 藍綬褒章（1904年）[3]